# FK Sileks Kratovo
Maillots
Actualités
Le Fudbalski Klub Sileks Kratovo (en macédonien : фудбалски клуб Силекс Кратово), plus couramment abrégé en Sileks Kratovo, est un club macédonien de football fondé en 1965 et basé dans la ville de Kratovo.

## Historique
- 1965 : fondation du club
- 1995 : 1re participation à une Coupe d'Europe (C2, saison 1995/96)

## Bilan sportif

### Palmarès
| \| - Championnat de Macédoine (3) : - Champion : 1995-96, 1996-97 et 1997-98. - Vice-champion : 1992-93, 1993-94, 1994-95, 1997-98, 2003-04, 2019-20 et 2024-25. - Coupe de Macédoine (3) : - Vainqueur : 1993-94, 1996-97 et 2020-21. - Finaliste : 1994-95 et 2021-22. \| \| - Championnat de Macédoine D2 (1) : - Champion : 2013-14. \| |  |                                                           |
| - Championnat de Macédoine (3) : - Champion : 1995-96, 1996-97 et 1997-98. - Vice-champion : 1992-93, 1993-94, 1994-95, 1997-98, 2003-04, 2019-20 et 2024-25. - Coupe de Macédoine (3) : - Vainqueur : 1993-94, 1996-97 et 2020-21. - Finaliste : 1994-95 et 2021-22.                                                                       |  | - Championnat de Macédoine D2 (1) : - Champion : 2013-14. |

### Bilan européen
Note : dans les résultats ci-dessous, le score du club est toujours donné en premier
| Saison    | Compétition             | Tour              | Club                     | Domicile | Extérieur | Total |
| --------- | ----------------------- | ----------------- | ------------------------ | -------- | --------- | ----- |
| 1995-1996 | Coupe des coupes        | Tour préliminaire | Vác FC                   | 3 - 1    | 1 - 1     | 4 - 2 |
| 1995-1996 | Coupe des coupes        | Premier tour      | Borussia Mönchengladbach | 2 - 3    | 0 - 3     | 2 - 6 |
| 1996-1997 | Coupe UEFA              | Tour préliminaire | ÍA Akranes               | 1 - 0    | 0 - 2     | 1 - 2 |
| 1997-1998 | Ligue des champions     | Premier tour Q    | Beitar Jérusalem         | 1 - 0    | 0 - 3     | 1 - 3 |
| 1998-1999 | Ligue des champions     | Premier tour Q    | Club Bruges              | 0 - 0    | 1 - 2     | 1 - 2 |
| 1999-2000 | Coupe UEFA              | Tour préliminaire | Chakhtar Donetsk         | 2 - 1    | 1 - 3     | 3 - 4 |
| 2004-2005 | Coupe UEFA              | Premier tour Q    | NK Maribor               | 0 - 1    | 1 - 1     | 1 - 2 |
| 2005      | Coupe Intertoto         | Premier tour      | Beitar Jérusalem         | 1 - 2    | 3 - 4     | 4 - 6 |
| 2016-2017 | Ligue Europa            | Premier tour Q    | FC Vaduz                 | 1 - 2    | 1 - 3     | 2 - 5 |
| 2020-2021 | Ligue des champions     | Premier tour Q    | Qarabağ FK               | N/A      | 0 - 4     | 0 - 4 |
| 2020-2021 | Ligue Europa            | Deuxième tour Q   | KF Drita                 | 0 - 2    | N/A       | 0 - 2 |
| 2021-2022 | Ligue Europa Conférence | Premier tour Q    | Petrocub Hîncești        | 1 - 1    | 0 - 1     | 1 - 2 |
| 2025-2026 | Ligue Conférence        | Premier tour Q    | Dečić Tuzi               | 2 - 1    | 0 - 2     | 2 - 3 |

Légende
- Victoire ou qualification pour le tour suivant
- Match nul
- Défaite ou élimination de la compétition

## Personnalités du club

### Présidents
- Stojan Milanov
- Mite Andonovski

### Entraîneurs
| - Zoran Smileski (1995 - 1998) - Gjoko Hadžievski (1998 - 1999) - Lazar Plackov (1999) - Zoran Mitevski (2000) - Momcilo Mitevski (2000 - 2001) - Nenad Stavrić (2001 - 2002) - Momcilo Mitevski (2002 - 2003) - Nebojša Petrović (2003 - septembre 2005) - Kire Trajcev (septembre 2005 - janvier 2006) - Josip Pirmajer (10 janvier 2006 - juin 2006) - Slavko Jović (juillet 2006 - février 2007) - Momcilo Mitevski (4 mars 2007 - juin 2007) | - Marjan Sekulovski (juillet 2007 - octobre 2008) - Ane Andovski (19 octobre 2008 - juin 2012) - Ljubodrag Milošević (juillet 2012 - septembre 2012) - Nebojša Petrović (4 octobre 2012 - avril 2013) - Trajce Senev (20 avril 2013 - juin 2014) - Gordan Zdravkov (juillet 2014 - décembre 2014) - Zoran Shterjovski (janvier 2015 - juin 2015) - Momchilo Mitevski (juillet 2015 - mai 2016) - Gordan Zdravkov (juin 2016 - juillet 2016) - Zikica Tasevski (25 octobre 2016 - 30 septembre 2018) - Goran Simov (avril 2019 - ) |